# Герб Гуарди
Ге́рб Гуа́рди — офіційний символ міста Гуарда, Португалія. Використовується як територіальний герб. У золотому щиті червоний замок із трьома баштами, срібними вікнами і брамою. На центральній башті малий герб Португалії. Щит увінчує срібна мурована міська корона з п'ятьма вежами.  Під щитом біла стрічка, на якій великими літерами напис португальською: «cidade de Guarda» (місто Гуарда).  Офіційно затверджений 23 липня 1945 року.  

## Галерея

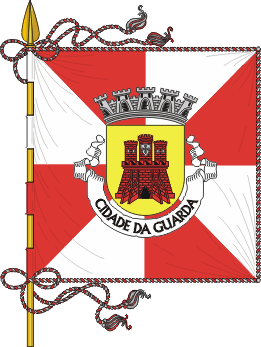
Прапор
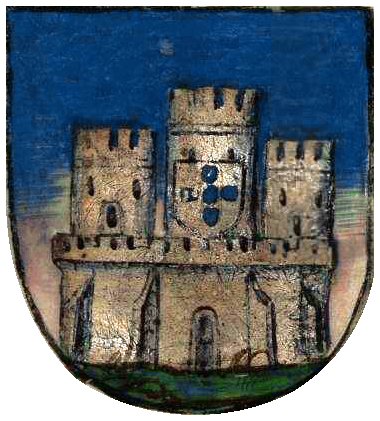
Thesouro de Nobreza
Малий герб